# Fritz Hansen (företag)

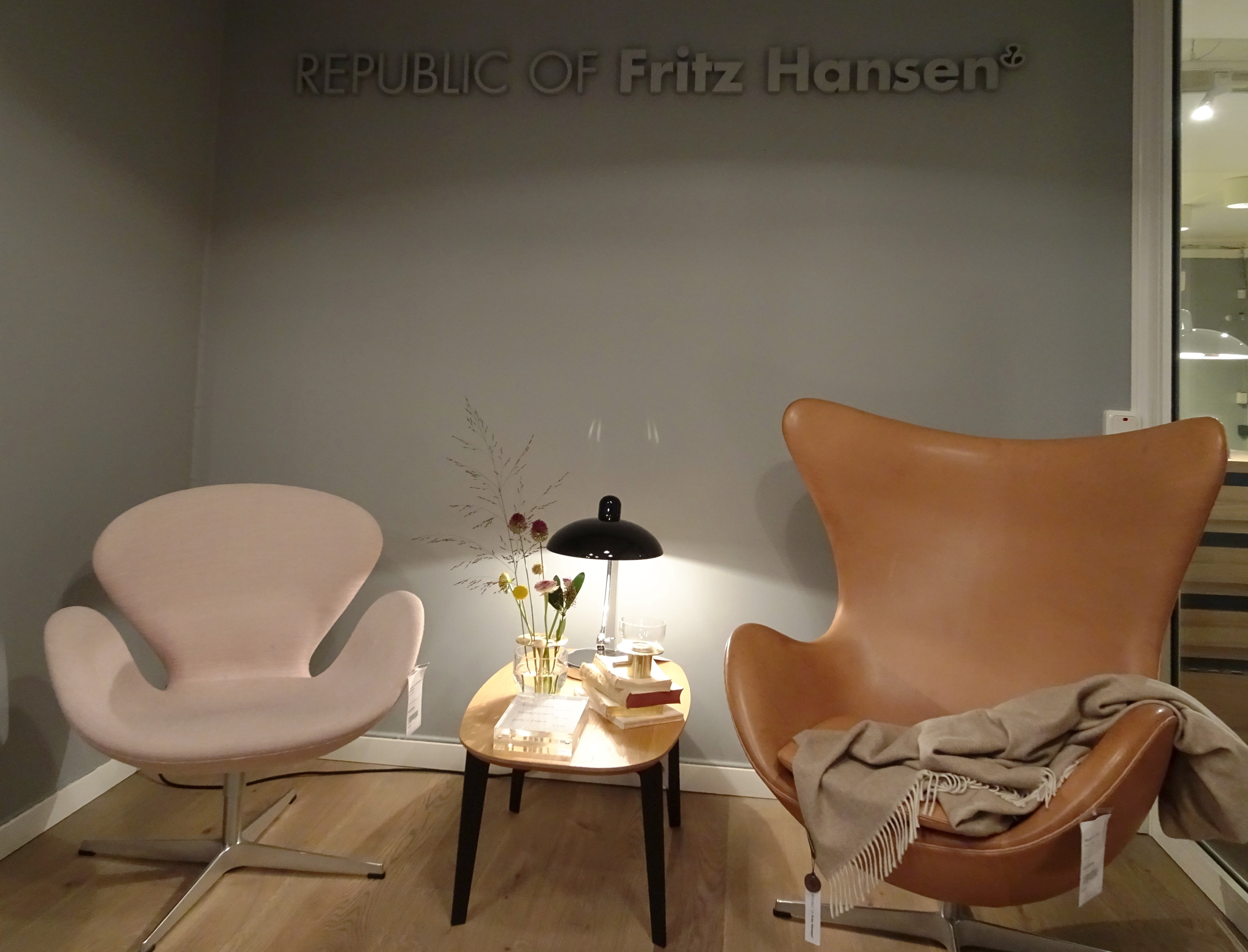
"Republic of Fritz Hansen" showroom på Nordiska Galleriet i Stockholm.

Fritz Hansen (officiellt Fritz Hansen A/S), även kallad Republic of Fritz Hansen, är en dansk möbeltillverkare med säte i Allerød. Företaget har blivit känt för sin produktion av kvalitetsmöbler formgivna av bland andra Arne Jacobsen, Hans J. Wegner, Piet Hein, Bruno Mathsson och Børge Mogensen. En av företagets mest saluförda produkter är Arne Jacobsens stol "Sjuan" som sedan den presenterades på 1950-talet har sålts i över fem miljoner exemplar.

## Historik

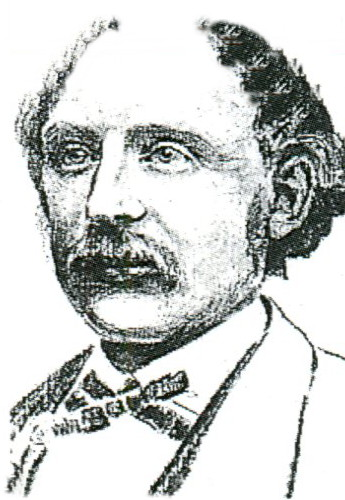
Fritz Hansen.

Företaget med samma namn som sin grundare, möbelsnickaren Fritz Hansen (1847–1902), började 1872 tillverka trä- och järnstommar för stoppade möbler. Firman övertogs 1899 av sonen Christian (1874–1954) som 1915 introducerade olika industriella processer för massproduktion av möbler. Resultatet var bland annat den första i Danmark tillverkade böjträstolen formad med ånga. Stolen påminde om Michael Thonets "Stuhl nr. 14" från 1859.
År 1932 tillträdde Christian Hansens söner Poul och Sören som moderniserade produktionslinjen och började samarbeta med formgivarna Kaare Klint och Arne Jacobsen. Särskilt Jacobsen kom att påverka företagets produkter framöver. Han skapade, delvis i samarbete med Sören Hansen, en lång rad sittmöbler, bland dem ”Myran” (1952), ”Grand prix” (1955), ”Sjuan” (1955), ”Svanen” (1958) och ”Ägget” (1958). På 1960-talet hade Fritz Hansen även ett samarbete med möbeldesignern Bruno Mathsson. En av Mathssons skapelser som Hansen producerade var bordet ”Superellips”.
På 1960-talet flyttade tillverkningen till Allerød och 1979 förvärvades Fritz Hansen av det 1961 grundade Skandinavisk Holdig A/S. I början av 2000-talet bytte man firmanamnet till Republic of Fritz Hansen. 2008 hade företaget knappt 280 medarbetare och en omsättning på omkring 88 miljoner €.

## Bilder, produkter (urval)

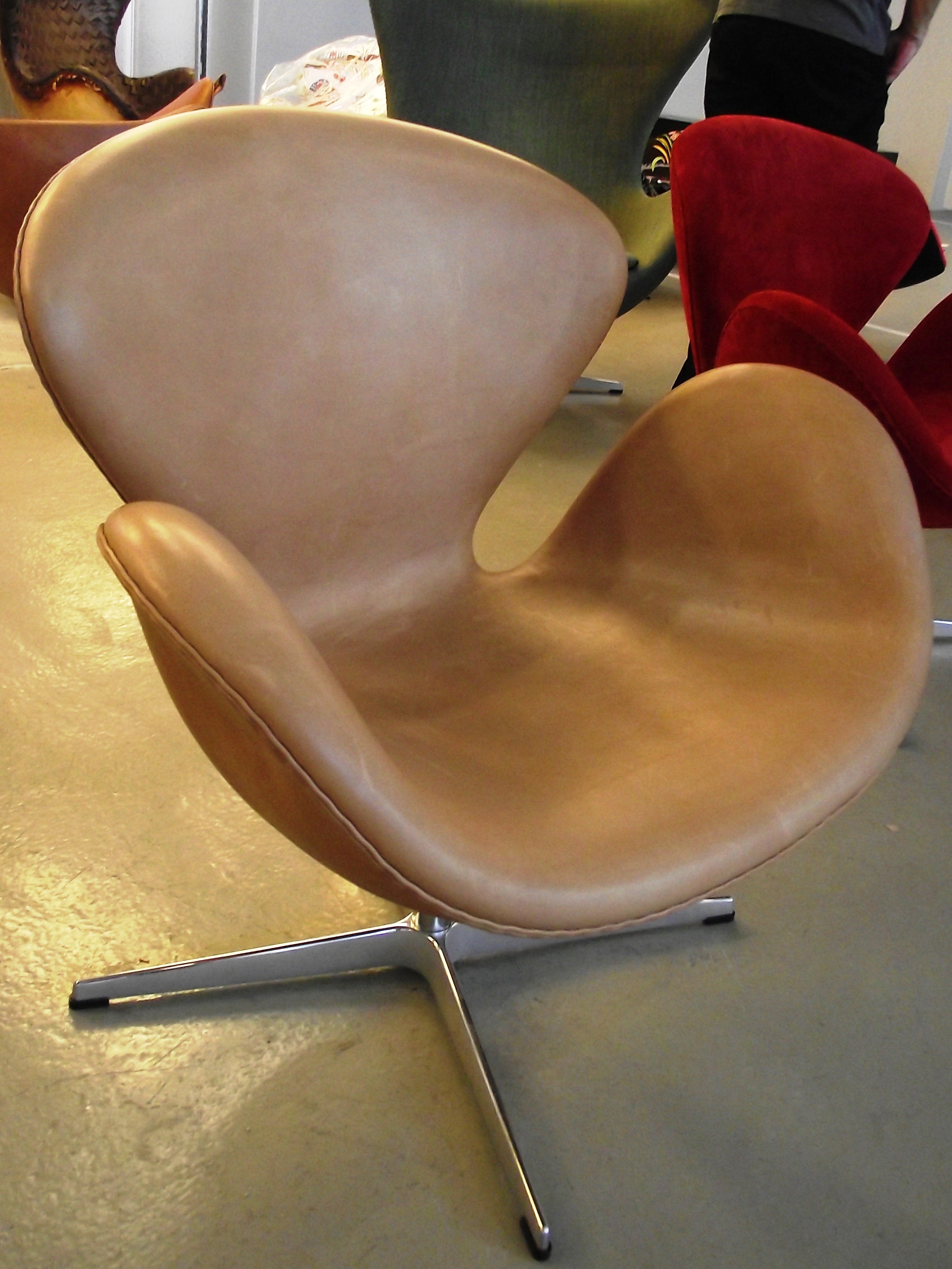
Svanen (1958)
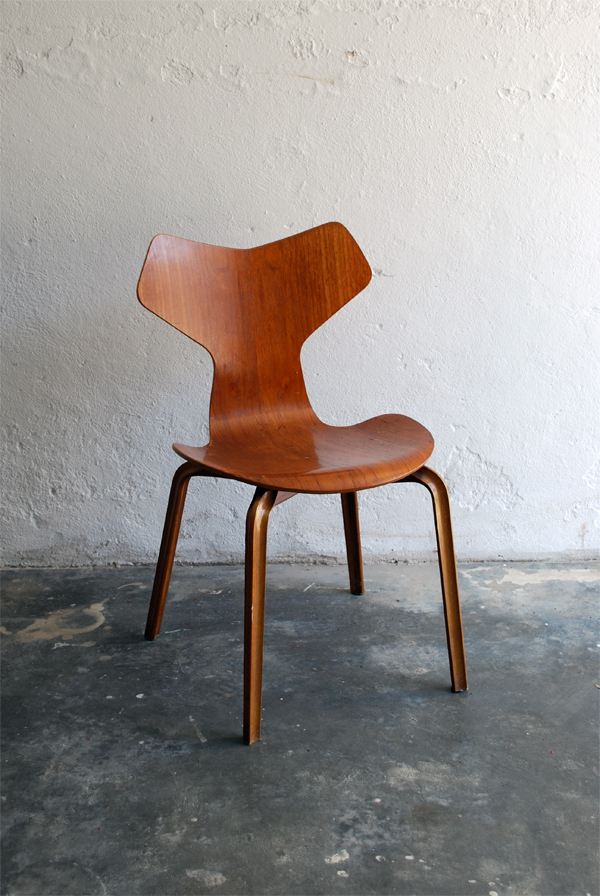
"Grand Prix" (1955)
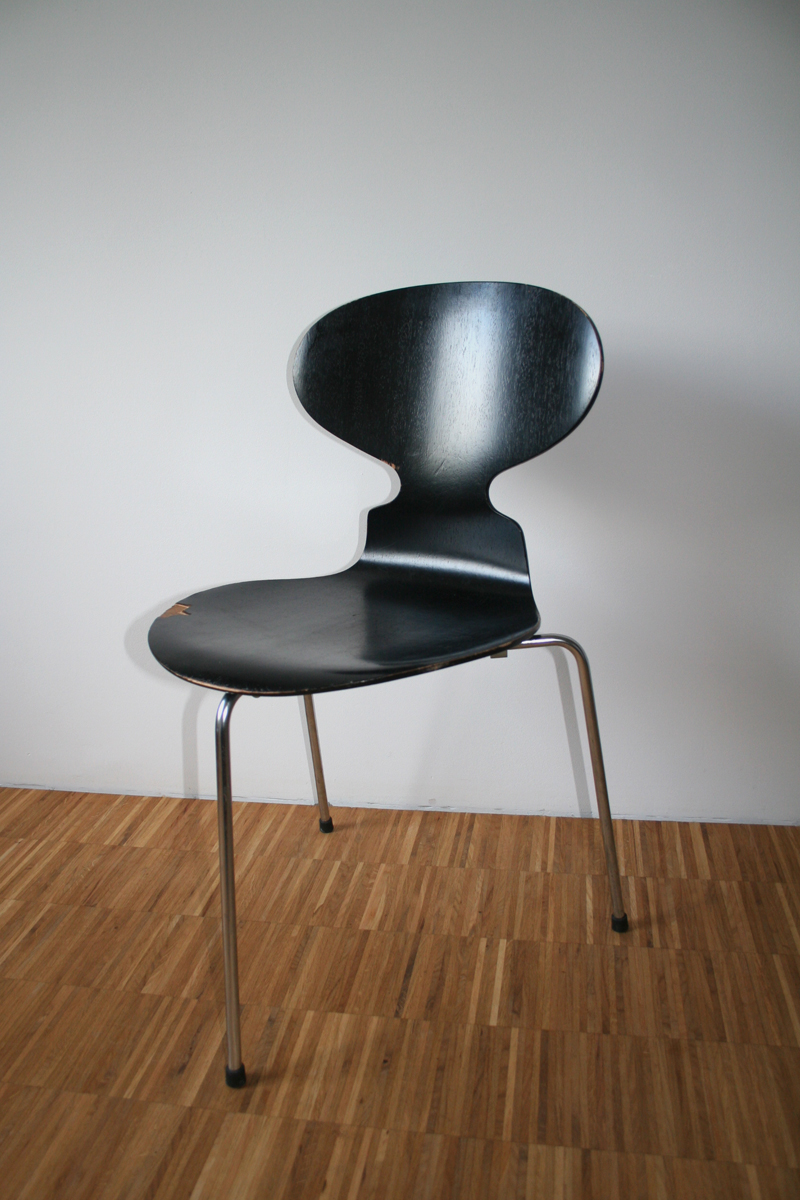
"Myran" (1952)
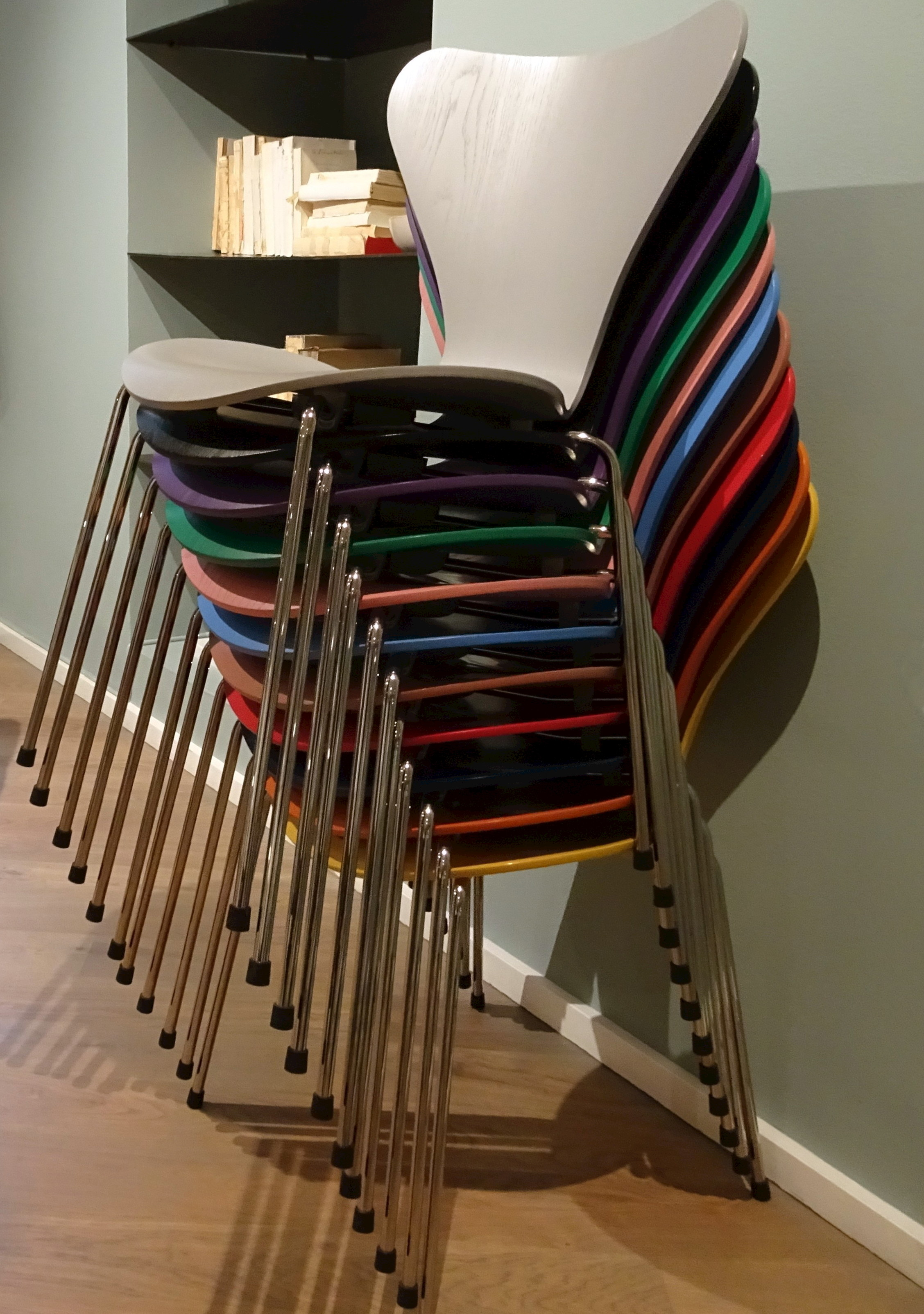
"Sjuan" i stapel (1955)
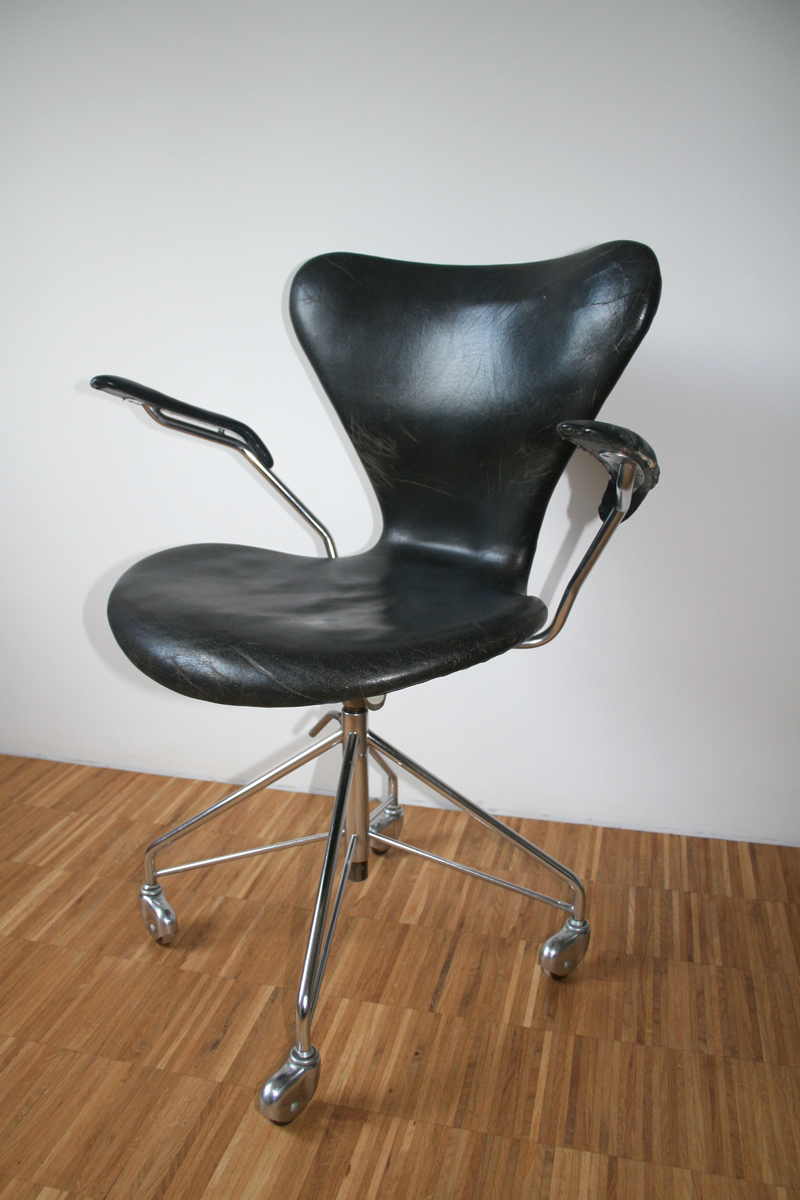
"Sjuan" (som kontorsstol)
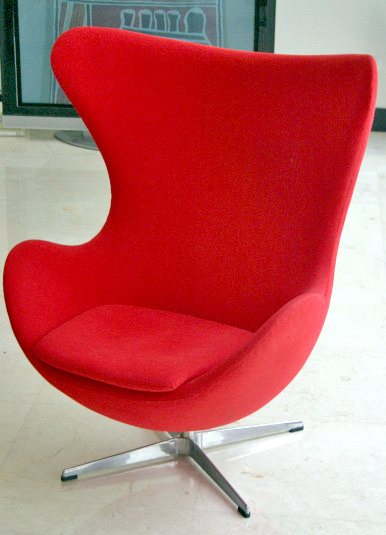
"Ägget" (1958)